# Arcidiocesi di Cashel e Emly

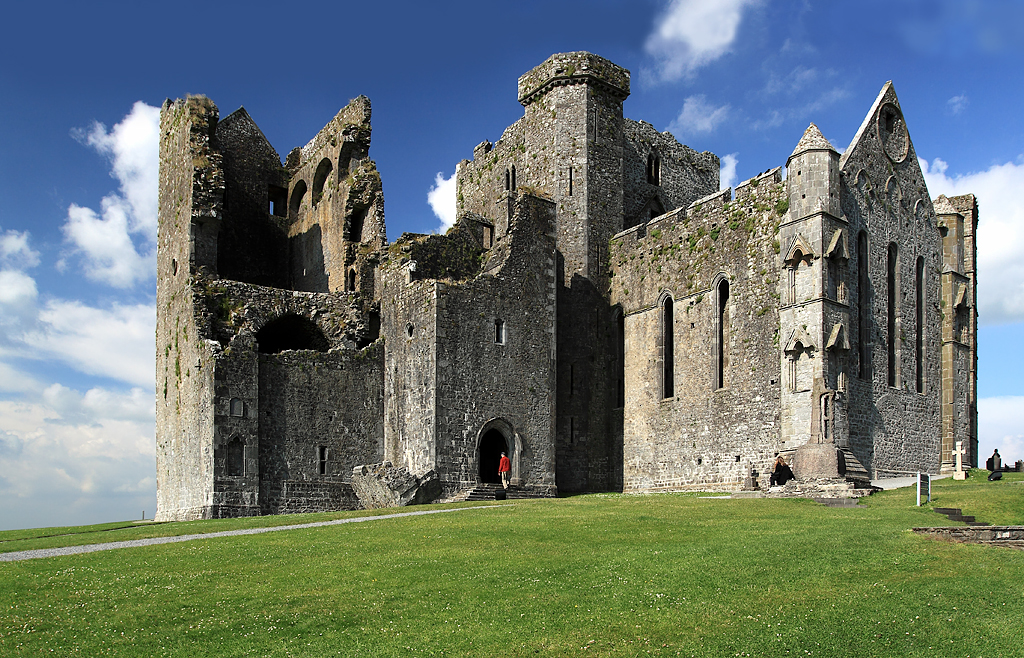
La rocca di Cashel, che conservava al suo interno l'antica cattedrale medievale dell'arcidiocesi di Cashel.

L'arcidiocesi di Cashel e Emly (in latino Archidioecesis Casheliensis o Cassiliensis et Emeliensis) è una sede metropolitana della Chiesa cattolica in Irlanda. Nel 2023 contava 78.878 battezzati su 81.720 abitanti. È retta dall'arcivescovo Kieran O'Reilly, S.M.A.

## Territorio
L'arcidiocesi include la maggior parte della contea di Tipperary e parti della contea di Limerick.
Sede arcivescovile è la città di Thurles, dove si trova la cattedrale dell'Assunzione.
Il territorio si estende su 3.082 km² ed è suddiviso in 46 parrocchie.

### Provincia ecclesiastica
La provincia ecclesiastica di Cashel e Emly comprende sei diocesi suffraganee, comprensive della provincia di Munster nel sud-ovest dell'Irlanda:
- diocesi di Cloyne,
- diocesi di Cork e Ross,
- diocesi di Kerry,
- diocesi di Killaloe,
- diocesi di Limerick,
- diocesi di Waterford e Lismore.

## Storia

### Diocesi di Emly
La tradizione attribuisce l'origine della diocesi di Emly a sant'Albeo, che avrebbe fondato il monastero di Emly e sarebbe stato il protovescovo della regione. Questa tradizione tuttavia si fonda su una vita del santo, che risale all'incirca a poco prima del XII secolo, e dove la realtà storica si confonde spesso con la leggenda. Non è chiara neppure l'epoca in cui visse questo santo, considerato il patrono della provincia di Munster: secondo alcuni visse prima di san Patrizio, secondo altri ne fu contemporaneo o visse dopo il patrono d'Irlanda. Il legame con san Patrizio fece della sede di Emly la sede metropolitana di Munster.
Gli Annali di Inisfallen elencano una serie di 30 obiit di personaggi presentati o come abati di Emly o come successori di sant'Albeo, da Conaing O'Dathail, morto nel 681, a Malisa O'Harachtain, deceduto nel 1093. Di questi, solo 2 sono esplicitamente menzionati come vescovi: Huarach (953) e Maelfinan (1040). Gli Annali dei Quattro Maestri ne aggiungono altri 2: Rudgall MacFingail (882) e Feolan MacKellaid (981).
L'abbazia di Emly visse la sua epoca d'oro tra il VI e il X secolo. Era la sede abbaziale più importante del Munster e uno dei principali centri monastici dell'Irlanda meridionale, da cui dipendevano diverse abbazie e monasteri. Gli Annali dell'Ulster riportano un'iscrizione del 793, nella quale Emly rivendicava, e con successo, un primato ecclesiastico su tutto il Munster.
Il sinodo di Rathbreasail del 1111 delimitò la diocesi di Emly, a vantaggio della sempre più potente sede di Cashel. Il sinodo di Kells del 1152 elevò Cashel a sede metropolitana, di cui Emly divenne una delle suffraganee.
Gilbert O'Doherty (1249) fu il primo vescovo nominato dal papa; dalla metà del XV secolo il capitolo della cattedrale perse definitivamente il diritto di eleggere i propri vescovi, compito che da questo momento passò alla Santa Sede.
Attorno agli 1302-1306 sono documentati quattro decanati: Owney, Green, Tipperary e Aherlow.
Con l'avvento della riforma protestante in Irlanda, iniziò un lungo periodo di decadenza per la diocesi, la cui serie episcopale fu interrotta da ampli periodi di sede vacante. Maurice MacBrien, uno dei pochi vescovi cattolici di Emly per il XVI secolo, di ritorno in Irlanda dopo una missione sul continente, fu incarcerato a Dublino, e morì in prigione.
Nella sua opera De praesulibus Hiberniae (edita a Dublino nel 1944), lo storico John Lynch cita tre vescovi di Emly assenti in tutte le liste episcopali note: Cathal O Murchu di Leinster, Dermont O'Cahill e Edmund Pillin, il cui monumento funebre si vedeva ancora nella cattedrale di Emly nel XVII secolo. Inoltre, in un rapporto presentato al parlamento di Londra nel 1590 si menziona un vescovo di Emly, James Karny, anch'esso ignoto alle liste tradizionali.
L'ultimo vescovo di Emly, Terence Albert O'Brien, morì martire durante la persecuzione dei cattolici irlandesi. Fu beatificato da papa Giovanni Paolo II il 27 settembre 1992.
Il 10 maggio 1718 la diocesi fu affidata in amministrazione perpetua agli arcivescovi di Cashel.
Al momento dell'unione aeque principaliter con Cashel (2015), la diocesi di Emly comprendeva le seguenti parrocchie: Ballybricken e Bohermore, Ballylanders, Caherconlish e Inch St. Laurence, Cappamore, Cappawhite, Doon, Emly, Hollyford, Galbally e Aherlow, Hospital e Herbertstown, Kilbehenny e Anglesboro, Kilteely e Dromkeen, Knockaney e Patrickswell, Knocklong e Glenbrohane, Lattin e Cullen, Murroe e Boher, Pallasgrean e Templebraden, Solohead e Oola, Tipperary.

### Arcidiocesi di Cashel
Secondo Henry Cotton, le origini della diocesi di Cashel sono avvolte nell'oscurità. Alcuni autori citano vescovi di Cashel prima del 1111, anno in cui, secondo O'Briain sarebbe stata istituita la diocesi, presumibilmente soggetta alla sede di Emly, a quel tempo sede metropolitana. Infatti, il sinodo di Rathbreasail del 1111 rappresenta la prima attestazione storica certa dell'esistenza della diocesi di Cashel; in quell'occasione furono delimitati i confini tra le diocesi confinanti di Cashel e di Emly. Con il sinodo di Kells del 1152 Cashel fu elevata al rango di arcidiocesi metropolitana e il vescovo Donat O'Lonargan ricevette il pallio dal legato papale, il cardinale Giovanni Paparoni.
Nel 1134, nella Rocca di Cashel, fu consacrata la primitiva cattedrale della diocesi, chiamata Cormac's Chapel. Divenuta troppo piccola, a partire dal 1169 fu iniziata la costruzione di un edificio più ampio all'interno della stessa rocca, ultimato un secolo dopo. La Cormac's Chapel divenne allora la sede del capitolo della cattedrale.
Nel 1172 si svolse a Cashel un importante sinodo, al quale parteciparono quasi tutti i prelati irlandesi. Era stato convocato dal re inglese Enrico II, le cui mire espansionistiche si erano estese anche all'Irlanda, per riformare la Chiesa irlandese. I decreti di questo sinodo, che introducevano in Irlanda usanze e costumi inglesi, furono rigettati dai vescovi del nord dell'isola.
Con la Riforma protestante iniziò un periodo di persecuzione dei cattolici, durante il quale l'arcivescovo Maurice MacGibbon (1567-1578) fu costretto all'esilio in Francia e in Portogallo, dove morì. Una sorte peggiore toccò all'arcivescovo Dermot O'Hurley (1581-1584), che operava nascostamente nella sua diocesi. Scoperto, fu torturato e impiccato. Fu beatificato il 27 settembre 1992 da papa Giovanni Paolo II.
Ma non tutti i vescovi mostrarono assoluta fedeltà alla Chiesa di Roma. Edmund Butler (1524-1551) incoraggiò, almeno inizialmente, la riforma protestante e sostenne alcune iniziative di Enrico VIII d'Inghilterra, benché non sia provato che abbia sottoscritto l'"Atto di Supremazia" del 1534. Il successore Roland Fitzgerald (1553-1561) tenne un atteggiamento ambiguo, ma fu assolto dalle accuse di aver aderito allo scisma anglicano in seguito all'indagine svolta dal cardinale Reginald Pole.
In questo turbolento periodo, la sede di Cashel, unita a quella di Emly, fu occupata da vescovi di nomina regia (vescovi anglicani), il più famoso dei quali fu Miler Magrath, già vescovo cattolico di Down e Connor, che aveva fatto atto di apostasia, aderendo alla Chiesa anglicana d'Irlanda.
Il 10 maggio 1718 all'arcidiocesi fu unita in amministrazione apostolica perpetua la diocesi di Emly.
L'arcivescovo James Butler II (1774-1791) stabilì la sua residenza a Thurles. Il successore Thomas Bray (1792-1820) dette avviò alla costruzione di una chiesa, che fu la primitva cattedrale dell'arcidiocesi a Thurles. Sul luogo di questa, fu costruita nel corso del XIX secolo una nuova cattedrale, più ampia, consacrata nel 1879 dall'arcivescovo Thomas William Croke.

### Arcidiocesi di Cashel e Emly
Il 26 gennaio 2015 papa Francesco ha disposto l'unione aeque principaliter dell'arcidiocesi di Cashel e della diocesi di Emly, in forza della bolla Quo flagranti.

## Cronotassi

### Vescovi di Emly
- Sant'Albeo † (? - 12 settembre 527 deceduto)
- Conaing O'Dathail † (? - 661 deceduto)
- Conomail McCarthy † (? - 707 deceduto)
- Cellach † (? - 718 deceduto)
- Senchai † (menzionato nel 778)
- Cuan † (? - 784 o 786 deceduto)
- Sectabrath † (? - 819 deceduto)
- Flan MacFamchellaig † (? - 825 deceduto)
- Olcobar MacKinede † (? - 850 deceduto)
- Manus MacHuargasa † (? - 857 deceduto)
- Coenfelad † (? - 872 deceduto)
- Rudgall MacFingail † (? - 882 deceduto)
- Con Cenmathair † (? - 887 deceduto)
- Owen MacCoenfelad † (? - 889 deceduto)
- Mael Brigid † (? - 895 deceduto)
- Miscelus † (? - 898 deceduto)
- Flan MacConail † (? - 903 deceduto)
- Tibraid MacMaelfin † (? - 912 deceduto)
- Edcadha MacScanlain † (? - 941 deceduto)
- Huarach † (? - 953 deceduto)
- Mael Kellach † (? - 957 deceduto)
- Feolan MacKellaid † (? - 981 deceduto)
- Cenfada † (? - 990 deceduto)
- Columb MacLagenan † (? - 1003 deceduto)
- Cormac O'Finn † (? - 1020 deceduto)
- Serbrethac † (? - 1027 deceduto)
- Maelfinan † (? - 1040 deceduto)
- O'Flancha † (? - 1047 deceduto)
- Clothna Muimnech † (? - 1047 deceduto)
- Maelmorda † (? - 1075 deceduto)
- Malisa O'Harachtain † (? - 1093 deceduto)
- O'Ligbai † (? - 1122 deceduto)
- Maelmorda MacInclodnai † (? - 1123 deceduto)
- Gille an Comdeh O'Ardmail † (menzionato nel 1152)
- Maelisa O'Lagenan † (? - 1163 o 1164 deceduto)
- O'Meicstia † (? - 1172 deceduto)
  - Charles O'Buacalla † (1177 - 1177 deceduto) (vescovo eletto)
- Isaac O'Hamery † (1177 - ?)
- Reginald O'Flanua † (prima del 1192 - 1197 deceduto)
- Anonimo † (1197 - ?)
- William † (1210 - ?)
- Henry, O.Cist. † (1212 - 1227 deceduto)
- John Collingham † (1228 - ?)
- Christian † (dopo il 1236 - 1249 deceduto)
- Gilbert O'Doherty † (dopo il 1249 - 6 ottobre 1265 deceduto)
- Florence de Emly † (1265 - 1271 deceduto)
- Matthew MacGorman † (1272 - 1275 deceduto)
- David O'Cussy, O.Cist. † (25 giugno 1275 - giugno 1281 deceduto)
- William de Clifford † (1º ottobre 1286 - 1306 deceduto)
- Thomas Cantok † (1306 - 3 febbraio 1308 deceduto)
- William Roghened † (1309 - 1335 deceduto)
- Richard Walsh † (1335 - ottobre 1355 deceduto)
- John Esmond † (28 febbraio 1356 - 4 aprile 1362 deceduto)
- David Fonlyn † (4 luglio 1362 - ? deceduto)
- William † (7 giugno 1363 - dopo il 1393 deceduto)
- Nicholas Ball † (5 gennaio 1406 - 1422 deceduto)
- Robert Portland, O.F.M. † (5 marzo 1428 - ? deceduto)
- Thomas Burgh † (1431 - 1443 deceduto)
- Cornelius O'Cunlis, O.F.M. † (11 settembre 1444 - 30 giugno 1448 nominato vescovo di Clonfert)
- Cornelius O'Mulledy, O.F.M. † (30 giugno 1448 - 20 ottobre 1449 nominato vescovo di Elphin)
- William O'Hedian  † (20 ottobre 1449 - ? deceduto)
- Philip Okahill † (1º dicembre 1475 - 1494 deceduto)
- Donat O'Brien † (10 novembre 1494 - ?)
- Charles MacBrien † (30 aprile 1498 - ?)
- Thomas O'Hurley † (6 ottobre 1505 - 1542 deceduto)
  - Sede vacante (1542-1550)
- Raymund Burke, O.F.M. † (20 ottobre 1550 - 29 luglio 1562 deceduto)
  - Sede vacante (1562-1567)
- Maurice MacBrien † (24 gennaio 1567 - 1586 deceduto)
  - Sede vacante (1586-1620)
- Maurice Hurley † (1º giugno 1620 - 1646 deceduto)
- Beato Terence Albert O'Brien, O.P. † (11 marzo 1647 - 26 novembre 1651 deceduto)
  - Sede vacante (1651-1718)
  - Sede in amministrazione perpetua agli arcivescovi di Cashel (1718-2015)

### Arcivescovi di Cashel
- Cormac MacCulinan † (prima del 901 - 907 o 908 deceduto)
- Donald O'Hene † (prima del 1096 - 1º dicembre 1098 deceduto)
- Miler O'Dunan † (? - 24 dicembre 1118 deceduto)
- Malisa O'Foglada † (? - 1131 deceduto)
- Donat O'Conang † (? - 1137 deceduto)
- Donat O'Lonargan I † (prima del 1152 - 1158 deceduto)
- Donald O'Hullucan † (1158 - 1182 deceduto)
- Maurice † (1182 - 1191 deceduto)
- Matthew O'Heney, O.Cist. † (1192 - 1206 deceduto)
- Donat O'Lonargan II, O.Cist. † (1206 - 1223 dimesso)
- Marian O'Brien † (20 giugno 1224 - ? deceduto)
- David MacKelly, O.P. † (1238 - 2 marzo 1253 deceduto)
- David MacCarwell † (7 o 17 agosto 1254 - 1289 deceduto)
- Stephen O'Brogan † (21 agosto 1290 - agosto 1302 deceduto)
- Maurice MacCarwell † (17 novembre 1303 - 25 marzo 1316 deceduto)
- William Fitzjohn † (26 marzo 1317 - 20 settembre 1326 deceduto)
- John O'Carroll † (19 gennaio 1327 - agosto 1329 deceduto)
- Walter le Rede † (20 ottobre 1329 - febbraio 1331 deceduto)
- John O'Grada † (27 marzo 1331 - 8 luglio 1345 deceduto)
- Ralph Kelly, O.Carm. † (9 gennaio 1346 - 20 novembre 1361 deceduto)
- George Roche † (17 giugno 1362 - 1362 deceduto)
- Thomas O'Carroll † (28 febbraio 1364 - 8 febbraio 1373 deceduto)
- Philip de Torrington, O.F.M. † (5 settembre 1373 - 1380 deceduto)
- Peter Haguet † (circa 1380 - 1406 deceduto)
  - Michael, O.F.M. † (22 ottobre 1382 - 15 luglio 1387 nominato vescovo di Sodor o delle Isole) (antivescovo)
- Richard O'Hedian † (11 marzo 1407 - 21 luglio 1440 deceduto)
- John Cantwell † (21 novembre 1440 - ? deceduto)
- John † (10 maggio 1452 - 1482 deceduto)
- David Crewagh † (10 maggio 1484 - 5 settembre 1503 deceduto)
- Maurice Fitzgerald † (1504 - 1523 deceduto)
- Edmund Butler, O.SS.T. † (21 ottobre 1524 - 5 marzo 1551 deceduto)
- Roland Fitzgerald † (prima del 1553 - 28 ottobre 1561 deceduto)
  - Sede vacante (1561-1567)
- Maurice MacGibbon, O.Cist. † (4 giugno 1567 - 1578 deceduto)
- Beato Dermot O'Hurley, O.F.M. † (settembre 1581 - 6 maggio 1584 deceduto)
- Thurlough O'Neil † (1584 - ?)
- Moriath O'Brien † (? - 1585 deceduto)
- David Kearney † (21 maggio 1603 - 14 agosto 1624 deceduto)
- Thomas Walsh † (27 aprile 1626 - 5 maggio 1654 deceduto)
- William Burgat † (8 marzo 1669 - 1674 deceduto)
- John Brenan † (8 marzo 1677 - 1693 deceduto)
- Edward Comerford † (14 novembre 1695 - 21 febbraio 1710 deceduto)
- Christopher Butler † (20 agosto 1711 - 4 settembre 1757 deceduto)
- James Butler I † (4 settembre 1757 succeduto - 17 maggio 1774 dimesso)
- James Butler II † (17 maggio 1774 succeduto - 29 luglio 1791 deceduto)
- Gerard Teaghan † (13 gennaio 1792 - 1792 dimesso)
- Thomas Bray † (20 luglio 1792 - 15 dicembre 1820 deceduto)
- Patrick Everard † (15 dicembre 1820 succeduto - 31 marzo 1821 deceduto)
- Robert Laffan † (18 marzo 1823 - 1833 deceduto)
- Michael Slattery † (22 dicembre 1833 - 4 febbraio 1857 deceduto)
- Patrick Leahy † (27 aprile 1857 - 26 gennaio 1875 deceduto)
- Thomas William Croke † (23 giugno 1875 - 22 luglio 1902 deceduto)
- Thomas Fennelly † (23 luglio 1902 succeduto - 1913 deceduto)
- John Mary Harty † (2 dicembre 1913 - 1º settembre 1946 deceduto)
- Jeremiah Kinane † (11 settembre 1946 succeduto - 18 febbraio 1959 deceduto)
- Thomas Morris † (21 dicembre 1959 - 12 settembre 1988 dimesso)
- Dermot Clifford (12 settembre 1988 - 22 novembre 2014 ritirato)
- Kieran O'Reilly, S.M.A. (22 novembre 2014 - 26 gennaio 2015 nominato arcivescovo di Cashel e Emly)

### Arcivescovi di Cashel e Emly
- Kieran O'Reilly, S.M.A., dal 26 gennaio 2015

## Statistiche
L'arcidiocesi di Cashel e la diocesi di Emly, unite, nel 2023 su una popolazione di 81.720 persone contavano 78.878 battezzati, corrispondenti al 96,5% del totale.
| anno | popolazione | popolazione | popolazione | presbiteri | presbiteri | presbiteri | presbiteri                | diaconi | religiosi | religiosi | parrocchie |
| anno | battezzati  | totale      | %           | numero     | secolari   | regolari   | battezzati per presbitero | diaconi | uomini    | donne     | parrocchie |
| ---- | ----------- | ----------- | ----------- | ---------- | ---------- | ---------- | ------------------------- | ------- | --------- | --------- | ---------- |
| 1950 | 95.921      | 97.096      | 98,8        | 173        | 118        | 55         | 554                       |         | 158       | 459       | 46         |
| 1959 | 95.921      | 97.096      | 98,8        | 186        | 118        | 68         | 515                       |         | 184       | 468       | 46         |
| 1970 | 80.892      | 81.619      | 99,1        | 190        | 123        | 67         | 425                       |         | 229       | 450       | 46         |
| 1980 | 82.337      | 83.054      | 99,1        | 190        | 127        | 63         | 433                       |         | 136       | 396       | 46         |
| 1990 | 80.262      | 81.101      | 99,0        | 187        | 133        | 54         | 429                       |         | 108       | 314       | 46         |
| 1999 | 78.244      | 79.627      | 98,3        | 176        | 122        | 54         | 444                       |         | 86        | 204       | 46         |
| 2000 | 78.029      | 79.214      | 98,5        | 167        | 118        | 49         | 467                       |         | 70        | 211       | 46         |
| 2001 | 78.108      | 80.698      | 96,8        | 167        | 114        | 53         | 467                       |         | 120       | 206       | 46         |
| 2002 | 78.308      | 80.901      | 96,8        | 161        | 107        | 54         | 486                       |         | 106       | 185       | 46         |
| 2003 | 78.536      | 80.892      | 97,1        | 151        | 105        | 46         | 520                       |         | 78        | 175       | 46         |
| 2004 | 78.442      | 79.807      | 98,3        | 145        | 100        | 45         | 540                       |         | 73        | 98        | 46         |
| 2006 | 79.921      | 80.711      | 99,0        | 159        | 99         | 60         | 502                       |         | 92        | 156       | 46         |
| 2013 | 82.118      | 83.710      | 98,1        | 139        | 86         | 53         | 590                       |         | 69        | 127       | 46         |
| 2015 | 80.753      | 83.358      | 96,9        | 122        | 84         | 38         | 661                       |         | 75        | 116       | 46         |
| 2016 | 80.760      | 83.120      | 97,2        | 138        | 82         | 56         | 585                       |         | 67        | 114       | 46         |
| 2019 | 79.505      | 81.981      | 97,0        | 125        | 77         | 48         | 636                       |         | 63        | 92        | 46         |
| 2021 | 79.026      | 80.902      | 97,7        | 124        | 74         | 50         | 637                       |         | 62        | 80        | 46         |
| 2023 | 78.878      | 81.720      | 96,5        | 111        | 69         | 42         | 710                       |         | 53        | 74        | 46         |

### Per la sede di Cashel
- (FR) F. O'Briain, Cashel, in Dictionnaire d'histoire et de géographie ecclésiastiques, vol. XI, Paris, 1949,  coll. 1277-1282.
- (LA)  Pius Bonifacius Gams, Series episcoporum Ecclesiae Catholicae, Graz, 1957, vol. I, pp. 208–210; vol. II, p. 73.
- (LA)  Konrad Eubel, Hierarchia Catholica Medii Aevi, vol. 1, pp. 170–171; vol. 2, pp. XIX, 120; vol. 3, p. 156; vol. 4, p. 138; vol. 5, p. 147; vol. 6, pp. 152–153.
- (EN) Henry Cotton, The Succession of the Prelates and Members of the Cathedral Bodies of Ireland. Fasti ecclesiae Hiberniae, Vol. 1, The Province of Munster, Dublin, Hodges and Smith, 1847,  pp. 84-90.
- (EN) Cashel, in Catholic Encyclopedia, New York, Encyclopedia Press, 1913.

### Per la sede di Emly
- (FR) C. Mooney, v. Emly, in Dictionnaire d'histoire et de géographie ecclésiastiques, vol. XV, Parigi, 1963,  coll. 414-422.
- (LA) Pius Bonifacius Gams, Series episcoporum Ecclesiae Catholicae, Graz, 1957,  pp. 209-210.
- (LA)  Konrad Eubel, Hierarchia Catholica Medii Aevi, vol. 1, pp. 283–284; vol. 2, pp. XXVI, 167; vol. 3, p. 212.
- (EN) Henry Cotton, The Succession of the Prelates and Members of the Cathedral Bodies of Ireland. Fasti ecclesiae Hiberniae, Vol. 1, The Province of Munster, Dublin, Hodges and Smith, 1847,  pp. 144-152.